# Neogoniolithon hirtum
Neogoniolithon hirtum (M. Lemoine) Afonso Carrillo, 1984  é o nome botânico  de uma espécie de algas vermelhas pluricelulares do gênero Neogoniolithon, família Corallinaceae, subfamília Mastophoroideae.
- São algas marinhas encontradas nas Ilhas Canárias.

## Sinonímia
- Lithophyllum applicatum  M. Lemoine 1929
- Lithophyllum hirtum  M. Lemoine 1929
- Tenarea adhaerens  M. Lemoine 1929